# لعبة فيديو تقمص الأدوار

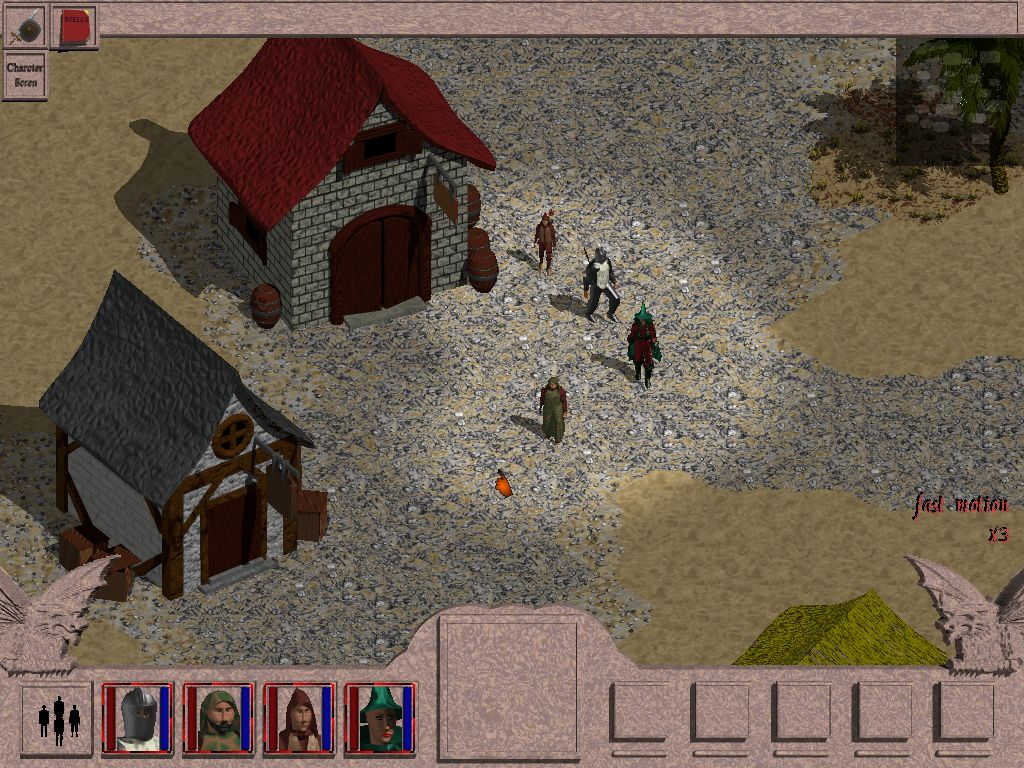
لعبة تقمص الأدوار بأسلوب الحاسوب

 لعبة فيديو تقمص الأدوار  (بالإنجليزية: Role-playing video game)‏ تعرف اختصاراً بـ RPGs ألعاب تقمص الأدوار، وتسمى أيضاً آر بي جي، تشتمل على العديد من الأنواع الفرعية، ولكنها تشترك في عدة أمور، مثلاً يتحكم اللاعب بمجموعة من المغامرين لديهم مهارات قتالية أو سحرية. تحتوي ألعاب تقمص الأدوار على قصة غالباً ما تكون أطول من الأنواع الأخرى في عالم كبير يحتوي على المدن والمناطق الأخرى والتضاريس المختلفة. يقاتل المغامرون أنواع مختلفة من الوحوش، ابتداء من الوحوش الأضعف. ومع حصول الشخصيات على نقاط الخبرة يزداد مستواهم ويتمكنوا من هزيمة الأعداء الأقوى.

## الأنواع

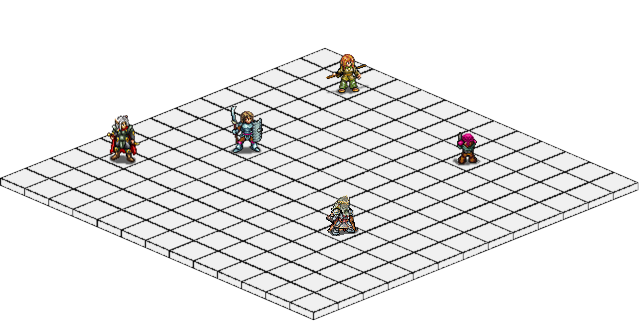
مثال لوضع الشخصيات في ساحة المعركة في ألعاب تقمص الأدوار التكتيكية

- تقمص الأدوار بأسلوب الحاسوب (Computer Role-Playing)

هو أحد أبرز أنواع ألعاب تقمص الأدوار مخصصة غالباً لجهاز الحاسوب، ولكن ليس بالضرورة أن تكون كذلك. تبدأ الألعاب بإنشاء اللاعبين وتشمل على قصة غير خطية. إن هذا النوع من ألعاب تقمص الأدوار هو من تخصص شركات البرمجة الأمريكية والأوروبية. من أشهر ألعاب هذا النوع ذي إلدر سكرولز (بالإنجليزية: The Elder Scrolls)‏.
- تقمص الأدوار بأسلوب أنظمة الألعاب المنزلية (Console Role-Playing)

بخلاف النوع السابق فإن ألعاب تقمص الأدوار بأسلوب أنظمة الألعاب المنزلية تحتوي على شخصيات ثابتة محددة من قبل لكل منها تأثير مختلف على القصة الخطية. وهذا النوع من الألعاب يصدر أيضاً على الأجهزة المحمولة ونادراً للحاسوب، وهو من اختصاص شركات البرمجة اليابانية. من أشهر ألعاب هذا النوع فاينل فانتسي (Final Fantasy).

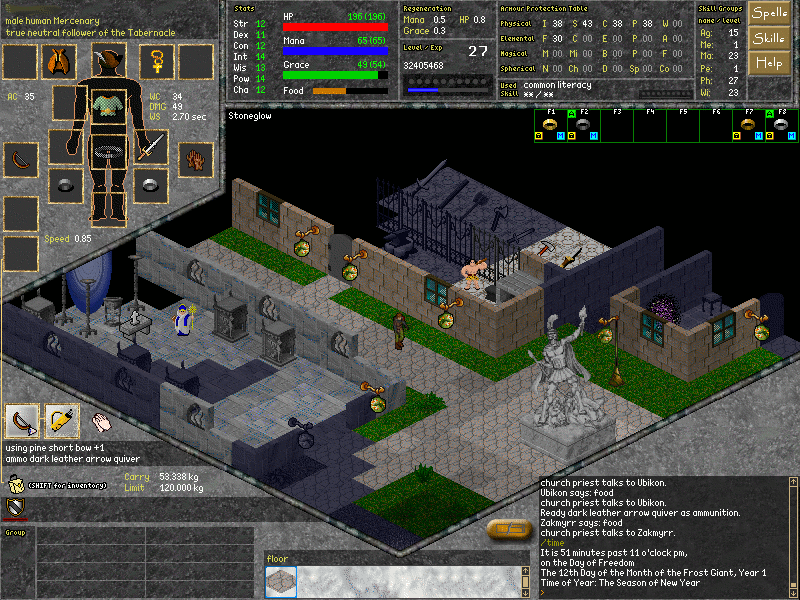
لعبة تقمص الأدوار متعددة اللاعبين عبر الإنترنت (MMORPG)

- تقمص الأدوار الأكشن (Action Role-Playing)

هو نوع يمزج بين عناصر ألعاب تقمص الأدوار وعناصر ألعاب الأكشن. الاختلاف الرئيسي هو طريقة قتال الأعداء حيث في تقمص الأدوار الأكشن يتم مهاجمة الأعداء بشكل مشابه لألعاب بيتم أب بينما في ألعاب تقمص الأدوار يقاتل اللاعب الأعداء في معارك منفصلة. كينجدم هارتس (بالإنجليزية: Kingdom Hearts)‏ مثال على ألعاب تقمص الأدوار الأكشن.
- تقمص الأدوار متعددة اللاعبين عبر الإنترنت (Massively Multiplayer Online Role-Playing)

نوع من ألعاب تقمص الأدوار مشابه لتقمص الأدوار الأكشن، يلعب فقط عبر الإنترنت مع اللاعبين الآخرين، أي في نفس العالم. معظم الألعاب تدور في العوالم الخيالية، وهناك عدد من الألعاب التي لها قصة خيال علمي. جميع اللاعبين يلعبون اللعبة في نفس العالم ويمكن أن يتفاعلوا أو يتعاونوا أو يتقايضوا الأدوات فيما بينهم. من أشهر ألعاب هذا النوع وورلد أوف ووركرافت ولاين أيج 2 (lineage 2).
- روجلايك (Rougelike)

ألعاب روجلايك تعتبر من ألعاب تقمص الأدوار، وتدور في الزنزانات العشوائية التي تحتوي على الأعداء والأدوات وبعض الأمور الأخرى مثل السلم الذي يقود للطابق الأعلى أو لخارج الزنزانة. من أقدم ألعاب روجلايك نت هاك (بالإنجليزية: NetHack)‏.
- تقمص الأدوار التكتيكية (Tactical Role-Playing)

نوع تدمج بعض عناصر ألعاب تقمص الأدوار مع الألعاب الإستراتيجية. يتم التحكم بالشخصيات في منطقة مكونة من مربعات كثيرة، لكل شخصيات اللاعب والشخصيات المعادية دور خاص به للتحرك أو الهجوم أو القيام بأي شيء آخر. شاينينج فورس (بالإنجليزية: Shining Force)‏ مثال على هذا النوع.

## وصلات خارجية
- تاريخ ألعاب تقمص الأدوار (إنجليزية)